# Rối loạn dị dạng cơ thể
Rối loạn dị dạng cơ thể (tiếng Anh: body dysmorphic disorder – BDD) là một trạng thái tâm lý tiêu cực, trong đó đối tượng thể hiện sự chú ý và lo âu quá mức đến khiếm khuyết nhỏ nào đó trên cơ thể mình (chẳng hạn như sẹo trên mặt, mũi không cao, tóc thưa…), thậm chí ngay cả khi khiếm khuyết đó không tồn tại. Căn bệnh làm suy giảm chức năng xã hội, ảnh hưởng đến công việc và ở một số trường hợp nặng có thể dẫn đến tình trạng tự cách ly bản thân hoàn toàn khỏi xã hội . Chưa có nghiên cứu trên toàn cầu về tỷ lệ mắc, riêng tại Mỹ khoảng 1% đến 2% dân số phù hợp với các tiêu chuẩn chẩn đoán, ngoài ra rối loạn dị dạng cơ thể ảnh hưởng đến nam và nữ với tỷ lệ ngang nhau. Bệnh còn có tên khác là rối loạn khiếm khuyết hình thể hoặc rối loạn sợ biến dạng cơ thể. Theo phân loại ICD-10 nó nằm trong nhóm bệnh rối loạn dạng cơ thể (somatoform disorders).

## Vấn đề nghiêm trọng
Ngoại hình con người không phải lúc nào cũng ở trong tình trạng hoàn hảo, việc tồn tại khiếm khuyết trên cơ thể là điều rất phổ biến, vì nhiều lý do khác nhau như tai nạn, bẩm sinh, sự lão hóa theo thời gian… Và có một chút không hài lòng về nó đồng thời muốn cải thiện là điều tự nhiên. Tuy vậy khi mặc cảm đó là quá lớn, mong muốn thay đổi không có căn cứ và can thiệp nghiêm trọng đến cuộc sống bình thường thì cần phải xem xét dưới góc độ bệnh lý. Một người chỉ vì vết sẹo trên mặt mà hạn chế giao tiếp và đau khổ vì nó là ví dụ cho trường hợp bị bệnh. Những người như vậy đã bị rối loạn trong việc tự cảm nhận ngoại hình cơ thể của bản thân, họ thường bi quan hóa cuộc sống thông qua ngoại hình của mình.

## Phân biệt khái niệm

Biểu tượng thường dùng cho người khuyết tật

Trong tiếng Việt rối loạn dị dạng cơ thể bao gồm cả những người có khiếm khuyết nghiêm trọng, nhưng khái niệm này trong tâm lý học chỉ giới hạn với những người có khiếm khuyết không lớn. Tuy vậy thực tế chúng có nhiều điểm chung chẳng hạn như có khá nhiều người khuyết tật có biểu hiện ám ảnh sợ xã hội - hành vi né tránh các hoạt động mang tính cộng đồng, một căn bệnh thường kết hợp với rối loạn dị dạng cơ thể. Đặc điểm quan trọng nhất là cả hai đều phóng đại nhược điểm của mình, hay nói cách khác sự lo lắng không tương xứng với thực tế và không giúp ích cho họ.

## Triệu chứng
Triệu chứng của bệnh phụ thuộc vào phần cơ thể nào bị ám ảnh nhưng nói chung thì chúng có một số đặc điểm sau đây :
- Nghĩ về khiếm khuyết hàng ngày

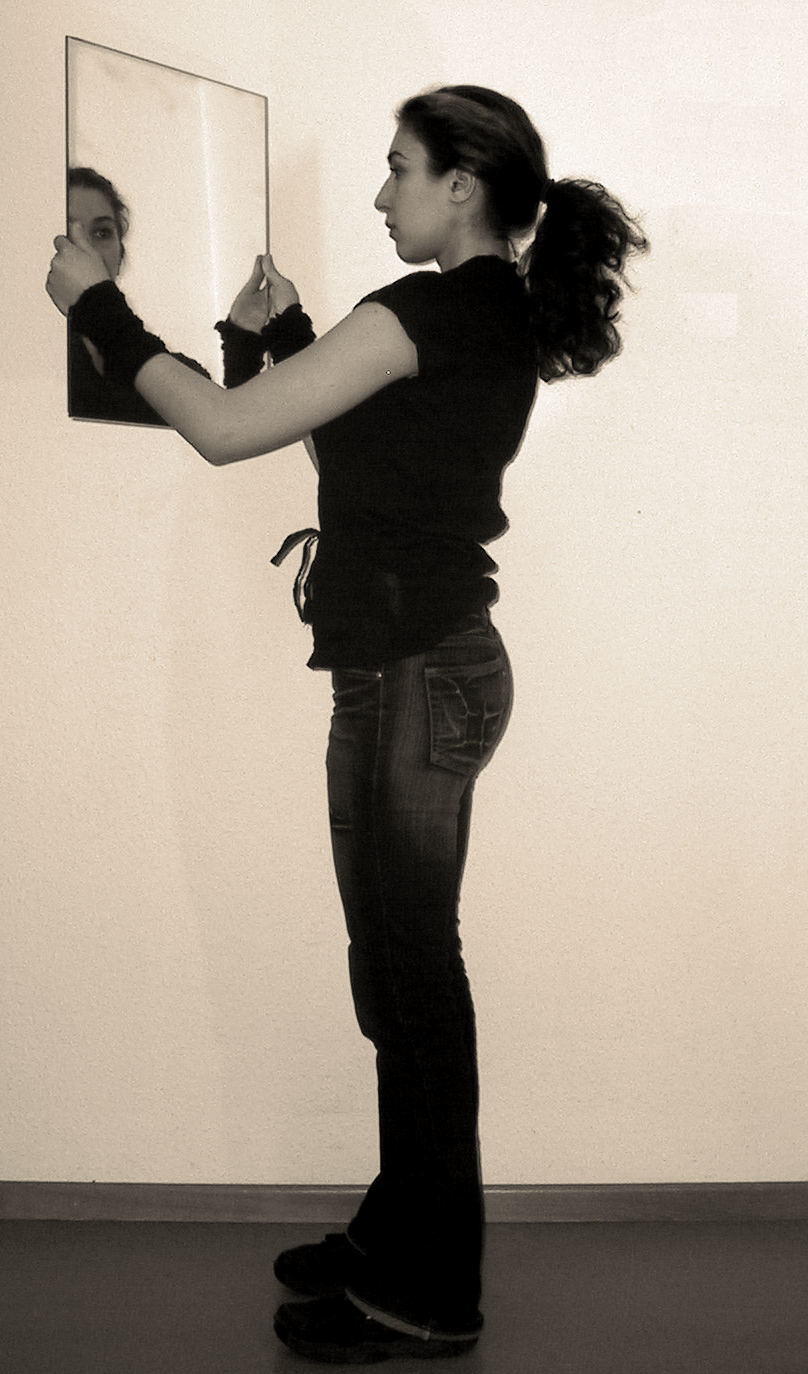
Có thái độ bất thường với việc soi gương là biểu hiện thường thấy

- Soi gương thường xuyên hoặc ngược lại rất ghét soi gương và liên tục sờ, kiểm tra khiếm khuyết
- Tránh bất kỳ tình huống nào mà họ cảm thấy khiếm khuyết của mình bị chú ý, trong trường hợp nặng nó có thể khiến họ không bao giờ rời khỏi nhà
- Phiền muộn, lo âu và ở một số trường hợp có ý nghĩ tự sát
- Hay so sánh mình với người khác
- Chải chuốt ngoại hình quá mức
- Tránh xuất hiện nơi đông người
- Sử dụng quần áo, trang điểm hoặc các cách khác một cách quá mức để che đi phần "thiếu sót"
- Thường xuyên hỏi người khác đánh giá như thế nào về khiếm khuyết của họ để lấy lại niềm tin, nhưng lại không tin những đánh giá ấy
- Nghiêm khắc quá mức trong việc ăn kiêng và tập thể dục
- Khi có điều kiện kinh tế họ muốn thực hiện phẫu thuật thẩm mỹ ngay cả khi các chuyên gia thẩm mỹ cho rằng không cần thiết

## Rối loạn dị dạng cơ thể thường bắt đầu từ lứa tuổi nào?
Rối loạn dị dạng cơ thể thường bắt đầu vào lứa tuổi thanh thiếu niên với độ tuổi trung bình khoảng 16-17, thời điểm mà nói chung con người nhạy cảm nhất với các đánh giá ngoại hình, tuy nhiên điều ấy không có nghĩa là người có tuổi không mắc bệnh khi sự lo âu về quá trình lão hóa thường xảy ra. Mặc dù gây trở ngại lớn nhưng người bệnh thường chịu đựng trong nhiều năm trước khi tìm kiếm sự giúp đỡ, lý giải điều này nhiều người cho rằng nó bắt nguồn từ sự xấu hổ nếu phải thừa nhận căn bệnh.

## Nguyên nhân của bệnh
Nguyên nhân chính xác của bệnh hiện vẫn chưa rõ, một số giả thuyết nhấn mạnh đến nhân tố sinh học cho rằng rối loạn liên quan đến sự mất cân bằng một số chất dẫn truyền thần kinh nào đó trong não (chất dẫn truyền thần kinh là những hợp chất hóa học giúp các tế bào não gửi thông điệp cho nhau), một số giả thuyết khác thì tập trung vào các nguyên nhân tâm lý. Sự thật thì rối loạn dị dạng cơ thể thường xuất hiện đồng thời với các rối nhiễu tâm lý khác như trầm cảm và rối loạn lo âu. Ngoài ra những yếu tố có thể ảnh hưởng đến việc phát triển BDD bao gồm:
- Thời thơ ấu từng có các cảm xúc hoặc sự kiện gây chấn động.
- Lòng tự trọng cao
- Bị cha mẹ hoặc người khác chê ngoại hình
- Áp lực từ xã hội và truyền thông về các tiêu chuẩn của cái đẹp hình thể[10]
- Có xu hướng của người cầu toàn, tức là muốn mọi thứ phải hoàn hảo
- Gắn kết hạnh phúc với ngoại hình

## Mặc cảm nào trên cơ thể mang tính phổ biến
Một nghiên cứu trên hơn 500 bệnh nhân của Katharine Philips trình bày những phần, trạng thái thái cơ thể sau thường bị ám ảnh (số trong ngoặc đơn là tỉ lệ phần trăm), một người có thể đồng thời có vài mặc cảm trên cơ thể:
| - Da (73%) - Tóc (56%) - Mũi (37%) - Trọng lượng (22%) - Bụng (22%) - Ngực/núm vú (21%) - Mắt (20%) - Đùi (20%) - Hàm răng (20%) - Chân (Toàn bộ) (18%) - Vóc dáng/cấu trúc xương (16%) - Khuôn mặt xấu (không đi vào từng chi tiết của khuôn mặt) (14%) - Đường nét và kích thước khuôn mặt (12%) - Môi (12%) - Mông (12%) - Cằm (11%) - Lông mày (11%) - Hông (11%) - Tai (9%) - Cánh tay/cổ tay (9%) | - Eo (9%) - Cơ quan sinh dục ngoài (8%) - Má/Xương gò má (8%) - Bắp chân (8%) - Chiều cao (7%) - Hình dạng và kích thước đầu (6%) - Trán (6%) - Bàn chân (6%) - Bàn tay (6%) - Quai hàm (6%) - Mồm (6%) - Lưng (6%) - Ngón tay (5%) - Cổ (5%) - Vai (3%) - Đầu gối (3%) - Ngón chân (3%) - Mắt cá chân (2%) - Cơ mặt (1%) |

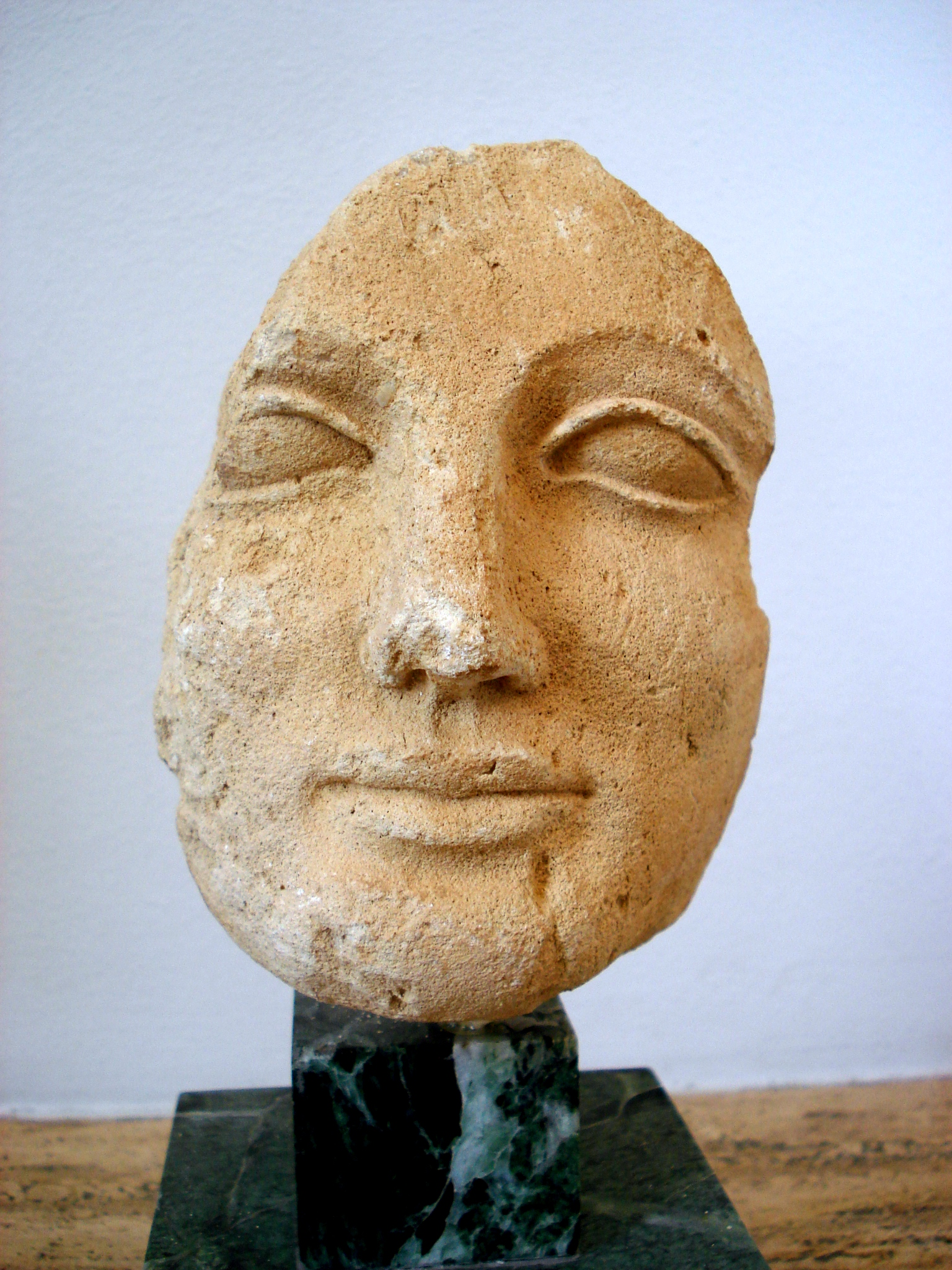
Khuôn mặt tập trung nhiều vị trí dễ gây mặc cảm

Nguồn: Cuốn The Broken Mirror của tác giả Katharine A Philips do Trường đại học Oxford ấn hành, lần xuất bản năm 2005, trang 56.

## Bệnh tâm lý kết hợp
Các nhà nghiên cứu ghi nhận tỷ lệ tương đối cao một số bệnh tâm lý thường xuất hiện ở người có rối loạn dị dạng cơ thể, cụ thể đó là:
- Trầm cảm: Có khoảng 76% người mắc BDD từng bị trầm cảm, cao hơn tỷ lệ chung trong dân số từ 10% đến 20%[11].
- Rối loạn ám ảnh cưỡng chế: Có khoảng 32% người mắc BDD từng trải qua căn bệnh này[11]
- Ám ảnh sợ xã hội: Có khoảng 37% người mắc BDD từng trải qua ám ảnh sợ xã hội[11]

Một số bệnh thuộc rối loạn ăn uống như chán ăn tâm thần, ăn ói đôi khi cũng được tìm thấy ở người rối loạn dị dạng cơ thể đặc biệt là ở phụ nữ có bệnh trichotillomania (thói giật tóc) và dermatillomania (tự làm trầy da của mình) hay ở nam giới có bệnh mặc cảm thiếu cơ bắp (một dạng con của bệnh rối loạn dị dạng cơ thể khi người bệnh cho rằng cơ thể của mình quá gầy ốm, thực tế thì họ thường có hệ thống cơ bắp bình thường, nam mắc bệnh nhiều hơn nữ)

## Khía cạnh văn hóa
Có một số bài hát, phim truyện cũng như tiểu thuyết đề cập đến vấn đề ngoại hình không được đẹp, chẳng hạn như bài hát "Cho em" của Lam Trường, hay bộ phim Cô gái xấu xí.

## Lịch sử
Năm 1891 rối loạn dị dạng cơ thể lần đầu tiên xuất hiện trong tài liệu của nhà nghiên cứu Morselli với cái tên "Dysmorphophobia". Gần 100 năm sau đó, vào năm 1987, BDD được chính thức công nhận bởi Hiệp hội Tâm thần học Hoa Kỳ và cuối cùng đã được ghi nhận là một rối loạn tâm lý trong Cẩm nang Chẩn đoán và Thống kê Rối loạn tâm thần (DSM-IV) vào năm 1997